# Орцокко II
Орцокко II (італ. Orzocco II; д/н — 1112) — 6-й юдик (володар) Арборейського юдикату в 1110—1112 роках.

## Життєпис
Походив з династії Лакон-Гунале. Син Торбено, юдика Арбореї, та Анни ді Зорі. Втім низкою дослідників висловлюється думко, що Орцокко був молодшим сином юдика Орцокко I.
Відомостей про нього обмаль. Долучився до управління Арборейським юдикатом з самого початку панування Торбено. Йому допомагала бабця (мати) Ніватта Орву. У 1110 році після смерті Торбено успадкував трон. Втім панував лише 2 роки, померши 1112 року. Йому спадкував син Коміта I.